# جنداب
جنداب، روستایی است از توابع بخش سلفچگان شهرستان قم در استان قم ایران.

## جمعیت
این روستا در دهستان راهجرد شرقی قرار دارد و جمعیت آن طبق سرشماری سال ۱۳۹۵ ۹۲۰ نفر (۲۳۰خانوار) بوده‌است.